# جيسي دبليو. رينو
جيسي دبليو. رينو (بالإنجليزية: Jesse W. Reno)‏ هو مخترِع ومهندس أمريكي، ولد في 4 أغسطس 1861 في Fort Leavenworth ‏ في الولايات المتحدة، وتوفي في 2 يونيو 1947 في نيويورك في الولايات المتحدة.

## وصلات خارجية
- جيسي دبليو. رينو على موقع الموسوعة البريطانية (الإنجليزية)
- جيسي دبليو. رينو على موقع إن إن دي بي (الإنجليزية)